# Abschleppstange

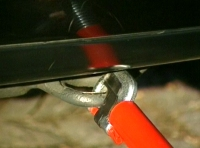
Abschleppöse (hinten) mit eingehängter PKW-Abschleppstange

Eine Schleppstange oder Abschleppstange verbindet zwei Fahrzeuge zum Zwecke der Kraftübertragung in zwei Richtungen.
Verwendet wird sie in Havariefällen zum Abschleppen, bei fehlendem Antriebsmotor zum Rangieren und in Ausnahmefällen auch zur Unterstützung bei schwierigen Verhältnissen (z. B. große Steigung, schwieriges Gelände). In Verbindung mit Schienenfahrzeugen spricht man nicht mehr von Schleppstangen, sondern von Kuppelstangen.
Der Hauptvorteil einer Schleppstange ist die erhebliche Verminderung des Auffahrrisikos gegenüber einem Schleppseil durch die Möglichkeit der Übertragung von Schiebekräften beim Bremsen. Außerdem wird, besonders bei ungeübten Fahrern, eine gleichmäßigere Beschleunigung ermöglicht, die zur Vermeidung von unkomfortablen und verschleißfördernden Rucken beiträgt. Das Rangieren, beispielsweise rückwärts in eine Werkstatt, ist nur mit einer Abschleppstange, nicht jedoch mit einem Abschleppseil, möglich.

## Ausführung und Anschlüsse
Abschleppstangen (PKW oder LKW) sind nicht genormt. Es gibt verschiedene Varianten von unterschiedlichen Herstellern. Moderne und damit noch sichere Abschleppstangen sind für die serienmäßigen Abschleppösen und Anhängerkupplungen (AHK) an den PKW geeignet. Ausführungen, welche an der AHK angreifen, sind besonders geeignet, da dort eine besonders große Kraftübertragung möglich ist und zudem im Gegensatz zum System mit Haken an der Stange und Ösen am Fahrzeug, wo sich teilweise ein Spiel von einigen Zentimetern ergeben kann, ein sehr kleines Spiel bei Kraftumkehr (Bremsvorgang nach Zugbelastung bzw. umgekehrt) vorhanden ist.
- Beim PKW handelt es sich zumeist um zwei- oder dreiteilige Vierkantprofile oder Rohre, die, um die Montage zu erleichtern und das Packmaß zu verringern, ineinandergeschoben und untereinander mit Stiften arretiert werden. An den Enden sind Haken angebracht sowie in die offene Seite des Hakens zustellbare Sperrbügel, die ein Herausrutschen aus der am Fahrzeug befindlichen Öse verhindern.

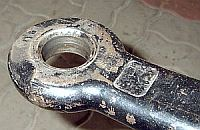
Auge einer Abschleppstange, wie sie für LKW verwendet werden

- Beim LKW kommen Schleppstangen mit beidseitigen Augen für die üblichen Maulkupplungen zur Anwendung, die beim LKW in der Regel auch vorne vorhanden sind.

Bei vielen älteren Kraftfahrzeugen kann die Abschleppöse angerostet oder zu schwach dimensioniert sein. Daher ist bei unklaren Fällen die Festigkeit nach Möglichkeit zu prüfen und die Verwendung einer Schleppstange auf das absolut notwendige Maß einzuschränken.

## Gewerbliches Abschleppen
Beim Abschleppen durch gewerbliche Betriebe sind zusätzlich die Regelwerke des Arbeitssicherheitsrechts zu beachten. Eine besonders hohe Gefährdung stellt zum Beispiel nach § 47 UVV (VBG12 Fahrzeuge) die Anbringung der sog. starren Verbindungsteile (Abschleppstange) dar. Da zum Ankoppeln (§ 46 UVV) zwangsläufig Rückwärtsfahren notwendig ist, darf dieses Rangieren und Zusammenkuppeln nur mit einem fachkundigen Einweiser erfolgen.
Beim Schleppen/Abschleppen von Kfz mit mehr als 4.000 kg zulässige Gesamtmasse müssen Abschleppstangen verwendet werden.

## Verwendung beim LKW
Abschleppstangen werden vielfach auch zum Abschleppen von Lastkraftwagen verwendet. Der Aufbau der beiden Enden ist ähnlich einer Anhängerdeichsel mit zwei Augen.
Um einen LKW mit einer Stange abzuschleppen, muss er auch an der Frontseite eine Anhängekupplung haben. Diese ist meist vereinfacht nur mit einer Gabel, bei der ein Bolzen durch die Öse der Abschleppstange durchgesteckt wird. Beim Zugfahrzeug wird die Stange in die standardmäßige Anhängevorrichtung eingehängt.
Bei vielen neueren LKW ist eine vordere Abschleppöse oftmals nur einzuschrauben und dann oft nicht mittig, sondern stark versetzt angebracht. Durch den zwangsläufigen Schrägzug mit der Abschleppstange ist ein Nachsteuern nochmals schwieriger als bei mittigem Zugpunkt.

## Normen
- DIN ISO 5422 Norm, 1985-01 Straßenfahrzeuge; Ösen für Abschleppseile, Drahtseile und Abschleppstangen
- VG 74057 Norm, 1990-05; Abschleppstangen; Maße, Anforderungen